# Ахмад I ибн Мухаммед
Ахмад I ибн Мухаммед (? - 981) — Ширваншах (956-981).
Наследовал титул Ширваншахов после смерти отца Мухаммед III ибн Йазида в 956 году. Он приказал казнить визиря Ибн ал-Мараги. Брат Ахмада I Хайсам ибн Мухаммед бежал к лезгинам, а двоюродный брат Абул-л-Хайсам ибн Ахмад бежал в Барду, где вскоре скончался и был похоронен в Курдиване.
В 968 году брат Ахмада I Хайсам ибн Мухаммед вместе с салларом Ибрагим ибн Марзубана ад-Дейлеми совершил поход на Ширван и разграбил эту территорию в том числе город Дербенд. Ширваншах Ахмад I откупился от саллара заплатив денег, и тот покинул земли Ширваншахов, а Хайсам бежал в ал-Маскат к эмиру Дербенда Ахмад ибн Абд ал-Малика ал-Хашими. Эмир Дербенда потребовал уступить Хайсаму часть территории Ширваншахов, однако Ахмад I ответил отказом. В ответ эмир Дербенда Ахмад собрав войско состоящие из сарирцев совершил поход на Ширван и взял приступом крепость Шабаран. Ограбив Шабаран сарирцы покинули Ширван и вернулись в Дербенд.
Ахмад I правил страной около 25 лет и скончался в июне 981 года.